# 스매시!!
스매시!!(Smash!!)는 러시아의 음악 그룹이다.

## 디스코그래피
- Freeway (2003)
- 2Nite (2004)
- Evolution (2005)

]